# Diari d'una cambrera (pel·lícula)
Diari d'una cambrera (Le journal d'une femme de chambre) és una pel·lícula franco-italiana de Luis Buñuel Portolés, estrenada el 1964.

## Argument
Una seductora minyona tot just arribada en una família de província observa les manies dels seus empresaris. Una denúncia deliciosa dels costums de la burgesia dels anys 30. Gran Buñuel, amb Jeanne Moreau i Michel Piccoli.
Célestine, arribada de París, és contractada com a minyona en una família burgesa de província. Amb la seva frescor i el seu caràcter, atreu totes les mirades i pertorba el dia a dia dels llocs. Des de la seva arribada, experimenta el menyspreu de la mestressa de casa, una puritana frígida i maniàtica de l'ordre. També s'ha d'enfrontar als atacs d'un marit mancat d'activitat sexual, i administra amb tota la serenitat possible el fetitxisme estrany del vell pare que, antic sabater, li fa portar un parell de botins que ell sublima. Un dia, una petita noia del poble és trobada assassinada als boscos. Persuadida de la culpabilitat de Joseph, un criat detestable que milita en un partit d'extrema dreta, Célestine accepta casar-se amb ell per fer-li reconèixer el seu crim.

## Repartiment
- Jeanne Moreau: Célestine
- Georges Géret: Joseph
- Michel Piccoli: M. Monteil
- Françoise Lugagne: La Sra. Monteil
- Jean Ozenne: M. Rabour
- Daniel Ivernel: El capità Mauger
- Gilberte Géniat: Rose
- Bernard Musson: El sagristà
- Jean-claude Carrera: El rector
- Muni: Marianne
- Claude Jaeger: El jutge
- Dominique Sauvage: Claire
- Madeleine Damien: La cuinera
- Geymond Vital: El caporal
- Marcel Rouzé: El cap d'estació
- Jeanne Pérez: El comare
- Andrée Tainsy: La pagesa
- Pierre Collet: El viatger
- Aline Bertrand: La viatgera
- Joëlle Bernard: La companya de Mauger
- Marc Eyraud: El secretari del comissari
- Dominique Zardi: El gendarme
- Françoise Bertin
- Jean Franval: El carter
- Gabriel Gobin: Un caporal
- Michel Daquin
- Marcel El Floch
- Marguerite Dubourg